# Хоростків (гміна)
Гміна Хоростків — сільська гміна у Копичинецькому повіті Тернопільського воєводства Другої Речі Посполитої. Адміністративним центром гміни було місто Хоростків, яке не входило до складу гміни, а утворювало власну міську.
Гміна утворена 1 серпня 1934 року в рамках нового закону про самоврядування (23 березня 1933 року).
Площа гміни — 91,97 км².
Кількість житлових будинків — 1962.
Кількість мешканців — 9551
Гміну створено на основі давніших гмін: Хлопівка, Карашинці, Клювинці, Перемилів, Увисла, Сорока, Верхівці.